# Hippolyte Sauvage
 (octobre 2011).
Si vous disposez d'ouvrages ou d'articles de référence ou si vous connaissez des sites web de qualité traitant du thème abordé ici, merci de compléter l'article en donnant les références utiles à sa vérifiabilité et en les liant à la section « Notes et références ».
Pour les articles homonymes, voir Sauvage (homonymie).
Hippolyte-Louis-Jean-Baptiste Sauvage, né le 4 février 1823 à Mortain, dans la maison de M. Josset, avocat, et mort à la maison de retraite Galignani, à Neuilly-sur-Seine, le vendredi 26 juin 1914,  est un écrivain, folkloriste, historien, bibliographe et juge de paix de la Manche. Il appartient du côté de son père à une famille de magistrats. Son père, procureur du roi Louis XVIII à Mortain, avait épousé la fille du colonel Groslain, qui avait tenu garnison à Mortain même pendant la Révolution.
Par sa longévité, il fut un des derniers témoins des périodes de 1830 et de 1848 ; il avait connu des survivants de 1793 et 1815 ainsi que plusieurs acteurs des drames de la chouannerie dans le Bocage Normand.

## Biographie
Il fut d'abord élève du Collège de Mortain en 1831, puis élève boursier du collège royal de Rennes en 1837. Deux chutes très graves, au collège, provoquent chez Hippolyte une surdité partielle qui, plus tard, compromettra sérieusement sa carrière d'avocat. Ses études de droit terminées, il fut reçu avocat en 1847 et membre du Conseil de l'Ordre en 1862.
Il resta dans son pays natal jusqu'en 1862, plaidant au Tribunal, remplissant à titre gratuit les fonctions de bibliothécaire de la ville de Mortain et s'occupant beaucoup de l'histoire locale. Il fut aussi maire de la commune de Saint-Jean-du-Corail de 1860 à 1862. Marié vers 1860 à une demoiselle de Vire, Angèle du Temple, il brigua les fonctions de juge de paix et fut nommé à Couptrain en 1862 puis au Louroux-Béconnais en 1866.
Mais, bien plus que sa vie professionnelle, ce furent ses loisirs qui permirent à Hippolyte Sauvage de donner le meilleur de lui-même. Tous ses instants de loisir, il les consacra à l'histoire et à l'archéologie. Et, à l'instar de Borodine qui fut un génie tout en se prétendant un compositeur du dimanche, Hippolyte Sauvage, sans aucun diplôme d'histoire ou d'archéologie, exerça ces disciplines avec un talent exceptionnel.
Il est l'auteur de plus de 200 brochures patiemment étudiées, et cet érudit fut un collectionneur émérite qui n'a rien gardé pour lui. Ce sont plusieurs milliers de chartes précieuses, de parchemins divers, de pièces de monnaie anciennes, d'ouvrages rares qu'il a donnés à la Bibliothèque nationale, aux Archives des Départements et aux Musées. Mais la pièce la plus rare dont il ait enrichi la Bibliothèque nationale est incontestablement l'enveloppe en moire blanche du Livre d'Heures déposé sur le prie-Dieu de Marie Leckzinska le jour de son mariage avec Louis XV. Cette couverture est enrichie de peintures à l'aquarelle, aux armes de France et de Pologne. C'est une pièce unique qui provenait sans doute d'un arrière-grand-père d'Hippolyte Sauvage qui avait été capitaine aux gardes de la reine Leckzinska. Avec son désintéressement habituel, Hippolyte Sauvage a cru que cet objet précieux appartenait plus au public qu'à lui-même, et il est maintenant dans les vitrines de l'établissement national de la rue de Richelieu, à Paris.
Avec l'âge et après des revers de fortune. Hippolyte Sauvage fut hors d'état de subvenir aux frais de son existence. Sur les rapports élogieux et la recommandation généreuse de Léopold Delisle, membre de l'Institut, et de Christophe, gouverneur du Crédit Foncier, il entra, en 1892, comme pensionnaire de l'Académie française, dans la maison de retraite des philanthropes Galignani, boulevard Bineau, à Neuilly-sur-Seine. C'était la tranquillité assurée à tous les points de vue, et aux portes de Paris, avantage inappréciable pour un ami passionné des bibliothèques.
Dans le calme de sa retraite, Hippolyte Sauvage écrivit inlassablement, collabora aux Mémoires de l'Histoire de Normandie, à la Revue de l'Avranchin, à la Revue archéologique du Maine et de l'Anjou, au Bulletin de la Société d'archéologie de Saint-Lô, envoya des articles à 10 journaux différents, etc.
Il réunit enfin en un volume toutes les légendes qu'il connaissait sur le Mortainais qu'il intitula Légendes normandes et le succès fut tel que son éditeur, Leroy, en a publié cinq éditions successives.
L'abbaye de Savigny aussi fut l'objet de ses études historiques ; il lui consacra une dizaine d'opuscules. Il laisse de nombreux articles manuscrits qui seront publiés par la Revue du Mortainais. Son écriture est précise, concise et agréable à lire malgré une très grande richesse de vocabulaire qui peut obliger le lecteur moyen à de fréquentes consultations du dictionnaire.

## Distinctions
- Officier d'académie.

## Publications
- De l'aveu en droit civil, Rennes, 1847
- Chroniques de Mortain, Mortain, 1850
- Recherches historiques sur l'arrondissement de Mortain, Mortain, 1851
- La Chapelle de l'Ermitage de Mortain, Mortain, 1852
- Le Mortainais historique et monumental
- Étrennes Mortainaises, 1854 à 1859, Mortain, 6 vol.
- Notice biographique sur M. Moulin, Paris, 1855
- Bibliothèque de Mortain, Mortain, 1855.
- Sur la question de savoir si la route de Paris à Brest a passé par Le Teilleul, Mortain, 1855.
- Légendes recueillies dans l'arrondissement de Mortain, 1re partie, Mortain, 1858
- Bibliographie normande
- Les mémoires de la Société historique de l'Orne, Domfront, 1865.
- Histoire du canton de Couptrain, Mayenne, Couptrain, 1865
- La Bataille de Tinchebray, Orne, Domfront, 1867
- La Prinse du Comte de Monthommery dedans le château de Domfront en 1574, Domfront, 1868.
- Voyage à Mortain, Mortain, 1868
- Étude sur la signification des noms de lieux du Département de la Mayenne
- Usages ruraux du canton du Louroux-Béconnais, Maine-et-Loire, Angers, 1868
- Arnaud, évêque du Mans et Johel, abbé de La Couture, Avranches, 1869
- Notice sur les Seigneurs de Domfront, Alençon, 1869
- Un Canton de l'Anjou sous la Terreur et durant la guerre de la Chouannerie, Angers, 1873, d'après la BNF
- Notre-Dame de Baucoudray, 2e édition, Mortain, 1880